# Route nationale 138
Die Route nationale 138, kurz N 138 oder RN 138, ist eine französische Nationalstraße.

## Geschichte
Der Straßenverlauf wurde 1824 zwischen Rouen und Saintes festgelegt, besteht aus drei Abschnitten und geht auf die Route impériale 158 zurück. Die Gesamtlänge betrug 426 Kilometer.
1969 erfolgte zwischen Rouen und Moulineaux eine Streckenänderung durch die Eröffnung der Autobahn 13. Die Nationalstraße wurde durch eine Neubaustraße an die Nationalstraße 840 geführt und übernahm deren Führung nach Rouen hinein. 1978 wurde die Straße durch um eine neue Führung nach Tours erweitert, für diese sie einen Teil der Nationalstraße 158 übernahm:
- N 138 Rouen – Le Mans
- N 158 Le Mans – Tours

Zwei Jahre bevor diese eingerichtet war, wurde eine Straße zwischen Longué-Jumelles und Angers als Nationalstraße 138 bezeichnet. Diese und der Abschnitt zwischen Longue-Jumelles und Montreuil-Bellay wurde 1978 von der Nationalstraße 147 übernommen. Weiterhin wurde der Abschnitt zwischen Niort und Saintes von der Nationalstraße 150 übernommen. Die restlichen Abschnitte wurden 1973 abgestuft.
2006 wurde die N 138 bis auf die Verbindungen zwischen der Autobahn 13 und der Nationalstraße 338 sowie der Nationalstraßen 338 und 15 abgestuft. Bei der N 338 handelt es sich um eine Schnellstraße, die als Alternative zur N 138 als Einfallstrasse nach Rouen erstellt wurde.

## Streckenverlauf
| Position | höchste zulässige Gesamtgeschwindigkeit | Fahrbahnen | Typ | km                           | Abschnitt                                   | Längengrad | Breitengrad |
| -------- | --------------------------------------- | ---------- | --- | ---------------------------- | ------------------------------------------- | ---------- | ----------- |
| 1        | 110                                     | 2          |     | Beginn der Autobahn          | A 13                                        | 49.3384    | 0.9875      |
| 2        | 110                                     | 2          | 2   | Vollständige Anschlussstelle | Orival-Elbeuf                               | 49.3446    | 1.0127      |
| 3        | 110                                     | 2          | 3   | Vollständige Anschlussstelle | Grand-Couronne-Les Essarts-Oissel-sur-Seine | 49.3525    | 1.0274      |
| 4        | 110                                     | 2          | 4   | Teilausgebautes Dreieck      | A 139 (A 13)                                | 49.3585    | 1.0347      |
| 5        | 110                                     | 2          | 3   | Teilausgebautes Dreieck      | N 338                                       | 49.3796    | 1.0486      |
| 6        | 110                                     | 2          | 3   | Kreuz mit Kreisverkehr       | D418_76                                     | 49.3833    | 1.0523      |

## Seitenäste

### N 138r
Die Route nationale 138R, kurz N 138R oder RN 138R, war eine französische Nationalstraße und von 1990 bis 2006 ein Seitenast der N 138, der eine westliche Umgehung von Le Mans für die N 138 darstellte. Die Straße wird heute als 338 bezeichnet.